# Edwin Diergaarde
Edwin Diergaarde (12 augustus 1968) is een Nederlandse radio-dj op de commerciële radiozender Radio 10. Voorheen was hij te horen bij het publieke Veronica op Radio 3, het commerciële Hitradio Veronica, de TROS op 3FM, op het commerciële Radio Veronica en op NPO Radio 2.

## Loopbaan
Diergaarde begon zijn loopbaan bij verschillende lokale radiostations; onder meer Extra 108 in Amsterdam, Midstad FM in Utrecht en het commerciële Power FM, tot hij vanaf 7 november 1992 bij het publieke  Veronica op de toen nieuwe uitzenddag zaterdag op het vernieuwde Radio 3 ging werken. Hij presenteerde er o.a. Goud van Oud. In september 1998 maakte Diergaarde de overstap van het inmiddels commerciële Radio Veronica naar de publieke omroep TROS, waar hij programma's ging maken op 3FM en Radio 2. Voor de TROS maakte hij tevens het weekend programma DierOpDrie op 3FM, op zaterdag en zondag tussen 10:00 en 12:00 uur, alvorens hij hiermee in februari 2009 zou stoppen. Tot augustus 2009 presenteerde Diergaarde op Radio 2 op zaterdagavond tussen 18:00 en 20:00 uur het programma NL, rondom het Nederlandstalige lied. Zijn laatste programma bij inmiddels NPO Radio 2 presenteerde hij op de zaterdagavond tussen 22:00 en 00.00 uur; The Best of 2night. Daarnaast was hij de vaste vervanger van Daniel Dekkers NPO Radio 2-programma Gouden Uren. Naast zijn werk als radio-dj was Edwin Diergaarde tot zijn vertrek bij 3FM de mannelijke station-voice van die zender. Ook was zijn stem regelmatig te horen in radio- en televisie reclames en diverse televisieprogramma's. Hij is de vaste voice-over van het AVROTROS-programma Ik vertrek.
In juni 2015 nam Diergaarde afscheid van NPO Radio 2 en maakte hij de overstap naar de commerciële omroep. Op Radio Decibel presenteerde hij elke werkdag tussen 10:00 en 12:00 Dier op Decibel en op vrijdagavond Ministry of Beats. 
Van 16 november 2015 tot en met 2018 presenteerde Diergaarde een dagelijks programma van 10:00 tot 13:00 uur op Radio 10, sinds juli 2018 is dat tussen 13:00 en 16:00 uur. En later werd dat tussen 14:00 uur en 16:00 uur. Ook presenteert hij de Top 4000.

## Trivia
- In 2005 speelde Diergaarde een gastrolletje in de jeugdserie, TopStars in aflevering 42 en in aflevering 44 van seizoen 1 als Radiopresentator Timo van Radio Groove.